# Cairo 52
Il termine Cairo 52 si riferisce ai cinquantadue uomini arrestati l'11 maggio 2001 a bordo del nightclub gay galleggiante Queen Boat, ancorato sul Nilo, al Cairo, in Egitto. Nonostante l'Egitto ufficialmente non punisca l'omosessualità il caso ha mostrato gravi irregolarità di svolgimento e radicati sentimenti omofobi da parte dei media egiziani.
Dei cinquantadue uomini arrestati, cinquanta sono stati accusati di "corruzione abituale" e "condotta oscena" in base all'articolo 9c della legge n.10 del 1961 relativa alla lotta alla prostituzione. Altri due sono stati accusati di "vilipendio della religione" in base all'articolo 98f del codice penale. Tutti i cinquantadue accusati si sono dichiarati innocenti.
Secondo l'International Gay and Lesbian Human Rights Commission, gli arrestati sono stati sottoposti a battiture ed esami "legali" per «provare la loro omosessualità». Tutti i 52 uomini sono stati tenuti per ventidue ore al giorno in due piccole celle senza letti.
I processi sono durati cinque mesi e gli imputati sono stati diffamati dai media egiziani, che ha diffuso i loro veri nomi ed indirizzi e li ha marchiati come agenti nemici dello stato.
I processi sono stati condannati dalle organizzazioni internazionali per i diritti umani, da membri del Congresso americano e delle Nazioni Unite. Gli avvocati difensori hanno sostenuto che i casi avrebbero dovuto essere archiviati a causa di irregolarità nell'arresto, prove falsificate e intimidazione da parte della polizia.
Il 14 novembre 2001, ventuno degli arrestati sono stati incriminati di "pratica abituale della corruzione", un altro di "vilipendio della religione", ed un altro, considerato di essere il "capo", di entrambe le accuse, ricevendo la sentenza più gravosa: cinque anni di lavoro forzato. Un cinquantatreesimo arrestato, un minorenne, è stato giudicato da una corte minorile e condannato alla pena massima di tre anni di prigione, da farsi seguire a tre anni di libertà condizionata.
Nel maggio 2002, i condannati sono stati rilasciati in attesa di un secondo processo; sia i verdetti di colpevolezza che quelli di innocenza sono stati cancellati, causando uno scandalo internazionale. Nel luglio 2002 cinquanta degli uomini hanno sostenuto un nuovo processo (gli altri due, condannati per "vilipendio della religione", hanno conservato il verdetto precedente). Questo processo tenuto alla Corte Qasr al-Nil del Cairo, presieduta dal giudice Abd al-Karim - lo stesso che aveva presieduto il primo processo - è terminato dopo solo 15 minuti di dibattito quando Karim ha ricusato sé stesso. Il processo è stato spostato a settembre ed è terminato nel marzo 2003. Ventuno degli accusati sono stati condannati a sentenze di tre anni di prigione e ventinove sono stati rilasciati.

## Film
La storia dei 52 del Cairo è raccontata in un documentario della After Stonewall Productions, narrato da Janeane Garofalo e intitolato Dangerous Living: Coming Out in the Developing World.